# Litteraturåret 1908

## Händelser
- Rowohlt grundas.

## Priser och utmärkelser
- Nobelpriset – Rudolf Christoph Eucken, Tyskland[1]
- Kungliga priset – Bernhard Risberg
- Letterstedtska priset för översättningar – Ferdinand Johansson för översättningen av Indiska sagor

## Nya böcker

### A – G
- Abdullah av Amanda Kerfstedt
- Barbarskogen av K.G. Ossiannilsson
- Benoni av Knut Hamsun
- Blod och Sand av Vicente Blasco Ibáñez
- Den dolda örtagården av Sigurd Agrell
- En människa av Bo Bergman
- En saga om en saga och andra sagor av Selma Lagerlöf[2]
- Erotikon av Per Hallström
- Eva, pjäs av Hjalmar Bergman
- Le Foyer av Octave Mirbeau

### H – N
- I mörkret av Karl-Erik Forsslund
- Indiansommar av Sigfrid Siwertz
- Junker Erik av Hjalmar Bergman
- Kvinnan och familjen av Aleksandra Kollontaj
- Magikern av William Somerset Maugham
- Mannen som var Torsdag av G.K. Chesterton

### O – U
- På hemmets altare av Ola Hansson
- Rosa av Knut Hamsun
- Svenskarna och deras hövdingar av Verner von Heidenstam

### V – Ö
- Valda sidor av Hjalmar Söderberg
- Åtta dagars skilsmässa av Amanda Kerfstedt

## Födda
- 9 januari – Simone de Beauvoir, fransk existentialist, feminist och författare.
- 11 mars – John Einar Åberg, svensk författare och översättare.
- 7 april – Ebba Lindqvist, svensk författare.
- 17 maj – Frederic Prokosch, amerikansk författare.
- 28 maj – Ian Fleming, engelsk författare.
- 20 juni – Erik Asklund, svensk författare.
- 9 augusti – Harriet Hjorth, svensk författare.
- 23 september – Gösta Carlberg, svensk författare och översättare.
- 22 oktober – Aili Nordgren, finlandssvensk författare.

## Avlidna
- 9 januari – Wilhelm Busch, 75, tysk barnboksförfattare och illustratör.
- 25 januari – Ouida, 69, brittisk författare.
- 29 april – Herman Frederik Ewald, 86, dansk författare.
- 30 april – Emil von Schoenaich-Carolath, 56, tysk poet och prosaförfattare.
- 7 maj – Ludovic Halévy, 74, fransk dramatiker, librettist och prosaförfattare.
- 23 maj – François Coppée, 66, fransk dramatiker, poet och prosaförfattare.
- 24 maj – Adolph L'Arronge, 70, tysk dramatiker.
- 8 juni – Frans Hedberg, 80, svensk författare.
- 17 augusti – Laura Fitinghoff, 60, svensk författare.
- 2 december – Ilse Frapan, 59, tysk författare.

### Fotnoter
1. ↑  ”Nobelpriset i litteratur”. https://www.nobelprize.org/prizes/lists/all-nobel-prizes-in-literature/. Läst 20 mars 2011.
2. ↑  ”Selma Lagerlöfs böcker”. Arkiverad från originalet den 27 augusti 2011. https://web.archive.org/web/20110827002154/http://selmalagerlof.org/bocker.html. Läst 12 april 2011.